# Wana
Wana is een bestuurslaag in het regentschap Lampung Timur van de provincie Lampung, Indonesië. Wana telt 8094 inwoners (volkstelling 2010).